# Робер Гедігян
Робе́р Жуль Гедігя́н (фр. Robert Jules Guédiguian; нар. 3 грудня 1953, Марсель, Франція) — французький кінорежисер, сценарист та продюсер вірменського походження. Багаторазовий номінант та лауреат престижних фестивальних та професійних кінонагород .

## Біографія та творчість
Робер Гедігян народився 3 грудня 1953 року в Марселі. Його батько, електрик за професією, — вірменин, мати — німкеня. Кар'єру в кіно він почав на початку 1980-х. Бувши прибічником лівих поглядів, Гедігян за допомогою своїх стрічок передусім піднімав соціальні й політичні питання. Тривалий час режисер був членом Комуністичної партії Франції, а з 2008-го приєднався до Лівої партії.
Популярність до Гедігяна прийшла в 1990-х роках після драматичного фільму «Маріус і Жанетт», що розповідає про складні стосунки двох людей, що мешкають в робітничому кварталі Марселя. Стрічка стала одним з найбільше обговорюваних фільмів Франції 1997 року й досі залишається найпопулярнішою стрічкою режисера — тільки у Франції її подивилися більше 2,5 мільйонів глядачів. У 1998 стрічка була представлена в шести номінаціях на здобуття французької національної кінопремії «Сезар».
Робер Гедігян часто працює з постійним складом акторів — Аріаною Аскарід, Жераром Мейланом, Жаном-П'єром Дарруссеном і Жаком Буде. Вони ж зіграли у стрічці 2000 року «У місті все спокійно», що отримала Приз ФІПРЕССІ на врученні нагород Європейській кіноакадемії. У 2002-му драмою «Марі-Жо і два її кохання» Гедігян дебютував в основному конкурсі Каннського кінофестивалю, а його дружина Аріна Аскарід знову була номінована на премію «Сезар».
Після фільму про останні роки життя Франсуа Міттерана «Прогулянки по Марсовому полю» (2005), що взяв участь в конкурсній програмі Берлінського кінофестивалю, Гедігян поїхав до Вірменії, щоб за сценарієм дружини зняти роуд-муві «Подорож до Вірменії». Партнерами Аскарід, що зіграла головну роль, цього разу стали актори з вірменським походженням — Симон Абгарян і Серж Аведікян, а музику написав вірменський перкусіоніст, лідер групи Armenian Navy Band Арто Тунчбояджян. Проте, фільм не мав значного успіху у Франції. Більший інтерес у глядача викликала драма «Армія злочинців» (2009), що розповідає про французького антифашиста вірменського походження, учасника французького Опору Місаке Манушяна. Головну роль у стрічці зіграв Симон Абгарян, який знову з'явився у Гедігяна в одній з головних ролей в дуеті з Аріаною Аскарід в «Історії безумства» (2015).
У 2016 році Робер Гедігян очолював журі секції «Горизонти» на 73-му Венеційському міжнародному кінофестивалі.
Фільм Гедігяна 2017 року «Вілла» з Аріаною Аскарід та Жаном-П'єром Дарруссеном у головних ролях був відібраний для участі в конкурсній програмі 74-го Венеційського міжнародного кінофестивалю.

## Особисте життя
З 1975 року Робер Гедягян перебуває у шлюбі з акторкою Аріаною Аскарід, яка знімалася у багатьох фільмах чоловіка. Подружжя має двох дітей.

## Фільмографія
| Рік  | Фільм                        | Оригінальна назва             | Режисер | Сценарист | Продюсер | Примітки                      |
| ---- | ---------------------------- | ----------------------------- | ------- | --------- | -------- | ----------------------------- |
| 1980 | Фернан                       | Fernand                       |         | Так       |          |                               |
| 1981 | Останнє літо                 | Dernier été                   | Так     | Так       |          |                               |
| 1985 |                              | Rouge midi                    | Так     | Так       |          |                               |
| 1985 |                              | Ki lo sa?                     | Так     | Так       | Так      |                               |
| 1989 | Коло по манежу               | Un tour de manège             |         |           | Так      |                               |
| 1989 | Монталв і дитина             | Montalvo et l'enfant          |         |           | Так      |                               |
| 1990 |                              | Le coupeur d'eau              |         |           | Так      | короткометражний              |
| 1991 | Свинячий вереск              | Le cri du cochon              |         |           | Так      |                               |
| 1991 | Бог не переварює байдужих    | Dieu vomit les tièdes         | Так     | Так       | Так      | асоційований продюсер         |
| 1992 | Це занадто безглуздо!        | C'est trop con!               |         |           | Так      | короткометражний              |
| 1993 | У грошах щастя               | L'argent fait le bonheur      | Так     | Так       |          |                               |
| 1995 | За життя і смерть            | À la vie, à la mort!          | Так     | Так       | Так      |                               |
| 1997 | Маріус і Жанетт              | Marius et Jeannette           | Так     | Так       | Так      |                               |
| 1998 | На місці серця               | À la place du coeur           | Так     | Так       |          |                               |
| 2000 | В атаку!                     | À l'attaque!                  | Так     | Так       | Так      |                               |
| 2000 | У місті все спокійно         | La ville est tranquille       | Так     | Так       | Так      |                               |
| 2002 | Романси землі і води         | Romances de terre et d'eau    |         |           | Так      |                               |
| 2002 | Марі-Жо і два її кохання     | Marie-Jo et ses 2 amours      | Так     | Так       | Так      |                               |
| 2004 | Мій тато — інженер           | Mon père est ingénieur        | Так     | Так       |          |                               |
| 2004 | Орфографічні помилки         | Les fautes d'orthographe      |         |           | Так      |                               |
| 2005 | Рачки і черепашки            | Crustacés et coquillages      |         |           | Так      | асоційований продюсер         |
| 2005 | Вільна зона                  | Free Zone                     |         |           | Так      | співпродюсер                  |
| 2005 | Прогулянки по Марсовому полю | Le promeneur du champ de Mars | Так     | Так       |          |                               |
| 2006 | Подорож до Вірменії          | Le voyage en Arménie          | Так     | Так       | Так      |                               |
| 2006 | Останній з божевільних       | Le dernier des fous           |         |           | Так      |                               |
| 2007 | Дахи Парижа                  | Sous les toits de Paris       |         |           | Так      |                               |
| 2008 | Леді Джейн                   | Lady Jane                     | Так     | Так       | Так      |                               |
| 2009 | Армія злочинців              | L'armée du crime              | Так     | Так       |          |                               |
| 2009 | Дівчатка                     | Gamines                       |         |           | Так      | продюсер (оригінальна версія) |
| 2010 | Любов, що розбилася          | Les amants naufragés          |         |           | Так      | телевізійний                  |
| 2011 | Життя вщент                  | La vie en miettes             |         |           | Так      | телевізійний                  |
| 2011 | Сніги Кіліманджаро           | Les neiges du Kilimandjaro    | Так     | Так       |          |                               |
| 2013 | Мій милий Пепперленд         | My Sweet Pepper Land          |         |           | Так      |                               |
| 2013 | Порушення                    | Les déferlantes               |         |           | Так      | телевізійний                  |
| 2014 | Нитка Аріани                 | Au fil d'Ariane               | Так     | Так       | Так      |                               |
| 2015 | Історія безумства            | Une histoire de fou           | Так     | Так       | Так      |                               |
| 2016 | Молодий Карл Маркс           | Le Jeune Karl Marx            |         |           | Так      |                               |
| 2017 | Вілла                        |                               | Так     | Так       | Так      |                               |

## Визнання
| Рік                                                     | Категорія                                                         | Фільм                        | Результат |
| ------------------------------------------------------- | ----------------------------------------------------------------- | ---------------------------- | --------- |
| Міжнародний фестиваль франкомовних фільмів у Намюрі     |                                                                   |                              |           |
| 1995                                                    | Найкращий фільм                                                   | За життя і смерть            | Перемога  |
| Приз Луї Деллюка                                        |                                                                   |                              |           |
| 1997                                                    | Найкращий фільм                                                   | Маріус і Жанетт              | Перемога  |
| Женевський міжнародний кінофестиваль                    |                                                                   |                              |           |
| 1997                                                    | Гран-прі                                                          | Маріус і Жанетт              | Перемога  |
| Міжнародний кінофестиваль у Сан-Себастьяні              |                                                                   |                              |           |
| 1998                                                    | Золота мушля                                                      | На місці серця               | Номінація |
| 1998                                                    | Срібна мушля — Спеціальний приз журі                              | На місці серця               | Перемога  |
| 1998                                                    | Премія за найкращий сценарій — Почесна згадка                     | На місці серця               | Перемога  |
| 1998                                                    | Приз Міжнародної Католицької організації в царині кіно (OCIC)     | На місці серця               | Перемога  |
| 2004                                                    | Золота мушля                                                      | Мій тато — інженер           | Номінація |
| Премія «Люм'єр»                                         |                                                                   |                              |           |
| 1998                                                    | Найкращий фільм                                                   | Маріус і Жанетт              | Номінація |
| 2012                                                    | Найкращий сценарій                                                | Сніги Кіліманджаро           | Номінація |
| Премія «Сезар»                                          |                                                                   |                              |           |
| 1998                                                    | Найкращий фільм                                                   | Маріус і Жанетт              | Номінація |
| 1998                                                    | Найкраща режисерська робота                                       | Маріус і Жанетт              | Номінація |
| 1998                                                    | Найкращий оригінальний або адаптований сценарій                   | Маріус і Жанетт              | Номінація |
| Паризький кінофестиваль                                 |                                                                   |                              |           |
| 1998                                                    | Нагорода преси                                                    | Маріус і Жанетт              | Перемога  |
| Премія «Гойя»                                           |                                                                   |                              |           |
| 1999                                                    | Найкращий європейський фільм                                      | Маріус і Жанетт              | Номінація |
| Міжнародний кінофестиваль у Вальядоліді                 |                                                                   |                              |           |
| 2000                                                    | Золотий колос за найкращий фільм                                  | У місті все спокійно         | Перемога  |
| 2002                                                    | Золотий колос за найкращий фільм                                  | Марі-Жо і два її кохання     | Номінація |
| 2011                                                    | Срібний колос за найкращий фільм                                  | Сніги Кіліманджаро           | Перемога  |
| 2011                                                    | Приз глядачів                                                     | Сніги Кіліманджаро           | Перемога  |
| Міжнародний фестиваль фільмів про кохання у Монсі       |                                                                   |                              |           |
| 2001                                                    | Найкращий сценарій                                                | У місті все спокійно         | Перемога  |
| Премія Європейської кіноакадемії                        |                                                                   |                              |           |
| 2001                                                    | Найкращий європейський сценарій                                   | У місті все спокійно         | Номінація |
| 2001                                                    | Приз ФІПРЕССІ                                                     | У місті все спокійно         | Перемога  |
| Каннський міжнародний кінофестиваль                     |                                                                   |                              |           |
| 2002                                                    | Золота пальмова гілка                                             | Марі-Жо і два її кохання     | Номінація |
| 1911                                                    | Приз «Особливий погляд»                                           | Сніги Кіліманджаро           | Номінація |
| Єреванський міжнародний кінофестиваль «Золота абрикоса» |                                                                   |                              |           |
| 2004                                                    | Гран-прі Золота абрикоса                                          | Марі-Жо і два її кохання     | Номінація |
| 1900                                                    | Срібна абрикоса — Спеціальний приз                                | Подорож до Вірменії          | Перемога  |
| Берлінський міжнародний кінофестиваль                   |                                                                   |                              |           |
| 2005                                                    | Золотий ведмідь                                                   | Прогулянки по Марсовому полю | Номінація |
| 2008                                                    | Золотий ведмідь                                                   | Леді Джейн                   | Номінація |
| Приз «Люкс» Європейського парламенту                    |                                                                   |                              |           |
| 2011                                                    | Найкращий фільм                                                   | Сніги Кіліманджаро           | Перемога  |
| Премія «Турія», Валенсія (Іспанія)                      |                                                                   |                              |           |
| 2013                                                    | Найкращий фільм                                                   | Сніги Кіліманджаро           | Перемога  |
| 2013                                                    | Премія глядачів за найкращий фільм                                | Сніги Кіліманджаро           | Перемога  |
| Венеційський міжнародний кінофестиваль                  |                                                                   |                              |           |
| 2017                                                    | Золотий лев                                                       | Вілла                        | Номінація |
| 2017                                                    | Премія Всесвітньої католицької асоціації по комунікаціях (SIGNIS) | Вілла                        | Перемога  |

## Громадська позиція
У 2018 підтримав звернення Асоціації режисерів Франції на захист ув'язненого у Росії українського режисера Олега Сенцова